# Ocupación japonesa de las Islas Salomón
La ocupación japonesa de las Islas Salomón fue el período en la historia de las Islas Salomón entre 1942 y 1945 cuando las fuerzas imperiales japonesas ocuparon las Islas Salomón durante la Segunda Guerra Mundial.
De 1942 a 1943, e incluso en algunas islas hasta 1945, las fuerzas del Ejército Imperial Japonés ocuparon las Islas Salomón, donde se encontraba el cuartel general del protectorado de las Islas Salomón británicas.
La campaña de las Islas Salomón fue una campaña importante de la guerra del Pacífico dentro de la Segunda Guerra Mundial. La campaña comenzó con el desembarco japonés y la ocupación de varias áreas en las Islas Salomón británicas y la Isla Bougainville, en el Territorio de Nueva Guinea, durante los primeros seis meses de 1942. Los japoneses ocuparon estas islas y comenzaron la construcción de varias bases navales y aéreas con los objetivos de proteger el flanco de la ofensiva japonesa en Nueva Guinea, establecer una barrera de seguridad para la principal base japonesa en Rabaul en Nueva Bretaña y proporcionar bases para interceptar las líneas de suministro.

## Islas Salomón del norte
Más información: Invasión de Buka y Bougainville y Campaña de Bougainville

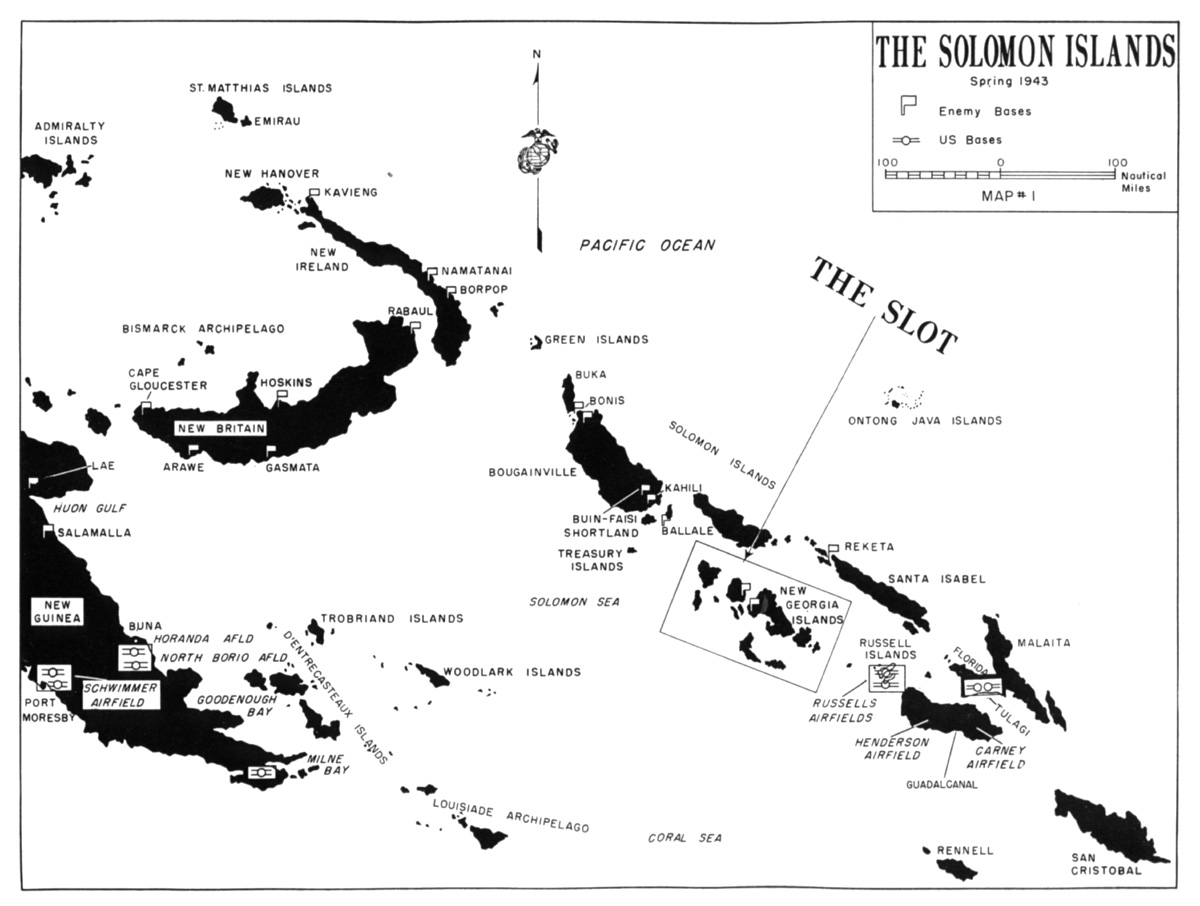
Mapa de guerra de las Islas Salomón.

Estas islas formaban parte del Territorio australiano de Nueva Guinea, un Mandato de la Sociedad de las Naciones desde 1920. El anclaje de sus posiciones defensivas en el Pacífico Sur era la principal base militar y naval japonesa en Rabaul, Nueva Bretaña, que había sido capturada de los australianos en enero de 1942. En marzo y abril, las fuerzas japonesas ocuparon y comenzaron a construir un aeródromo en la isla de Buka, en el norte de Bougainville, así como un campo de aviación y una base naval en Buin, en el sur de Bougainville.

## Islas Salomón británicas
Más información: Invasión de Tulagi

## Comandantes japoneses
Ambos al mando del 17.º Ejército, desde Bougainville:
- 1942 - 1945: Harukichi Hyakutake (1888 - 1947)

- 1945 - 5 de septiembre de 1945: Masatane Kanda (1890 - 1983)[5]

Kanda rindió las fuerzas japonesas en la isla de Bougainville a los comandantes aliados el 8 de septiembre de 1945.

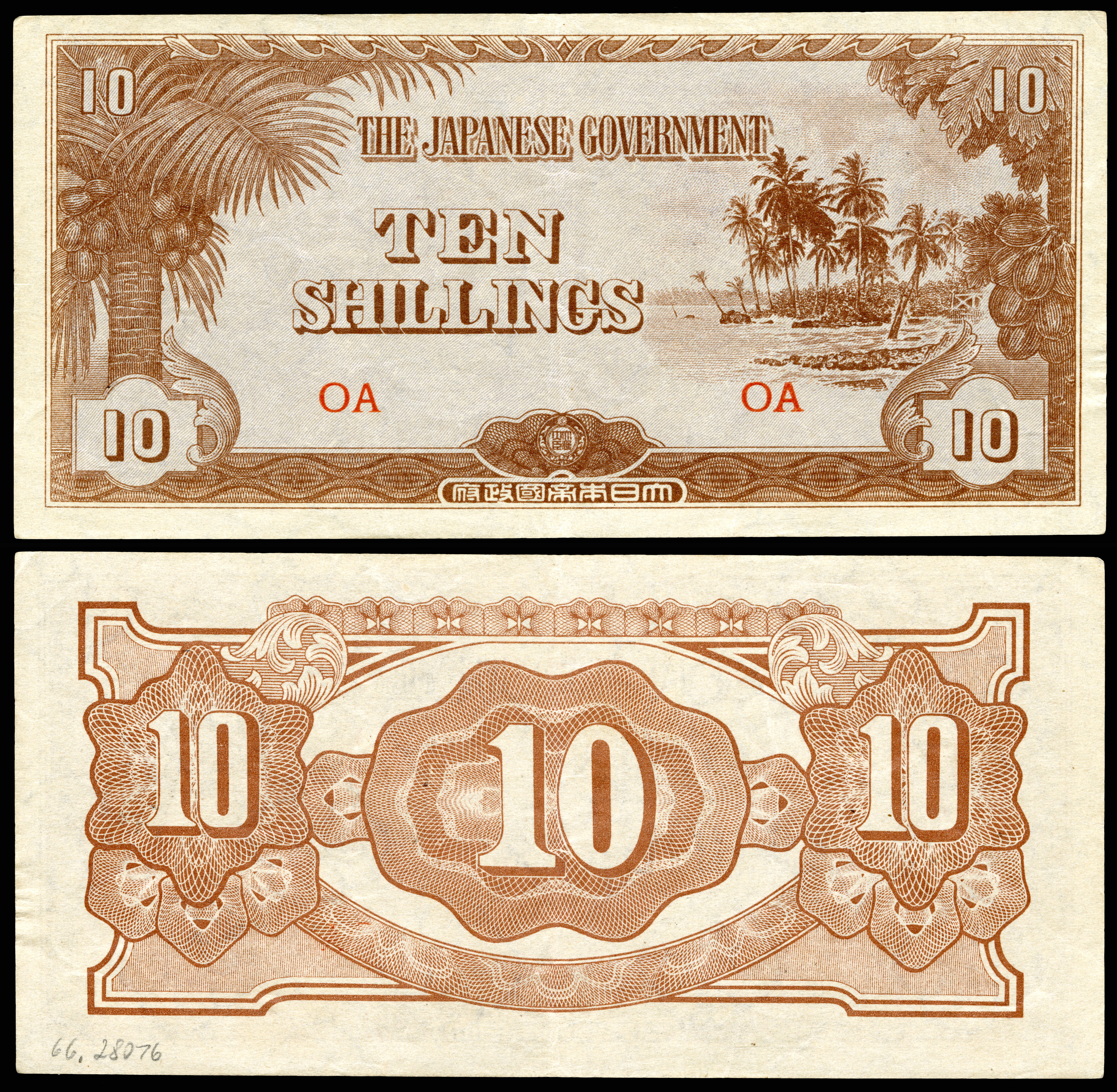
10 chelines de la moneda de ocupación japonesa, 1942.

La ocupación japonesa terminó en las Islas Salomón en septiembre de 1945.

## Véase también

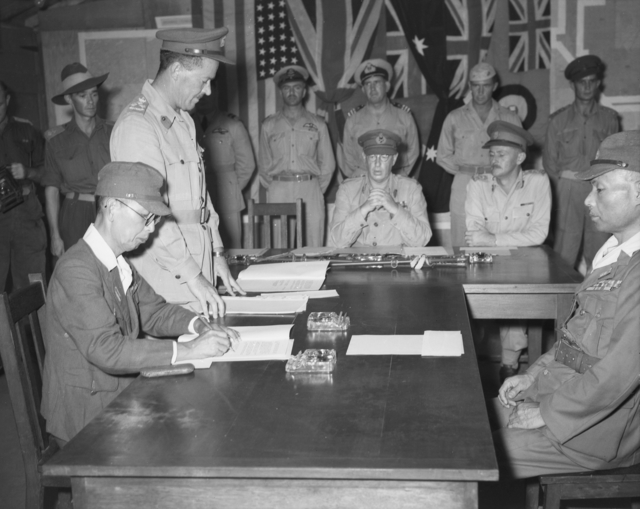
Masatane Kanda (sentado a la izquierda) rinde las fuerzas japonesas en Bougainville a los comandantes aliados el 8 de septiembre de 1945.